# James Jett
James Jett, född den 28 december 1970 i Charles Town, West Virginia, är en amerikansk friidrottare inom kortdistanslöpning.
Han tog OS-guld på 4 x 100 meter stafett vid friidrottstävlingarna 1992 i Barcelona. 